# ديمورست
ديمورست (بالإنجليزية: Demorest, Georgia)‏ هي مدينة تقع في مقاطعة هابرشام، جورجيا بولاية جورجيا في الولايات المتحدة. تبلغ مساحة هذه المدينة 6 (كم²)، وترتفع عن سطح البحر 411 م، بلغ عدد سكانها 1823 نسمة في عام 2010 حسب إحصاء مكتب تعداد الولايات المتحدة.

## أعلام
- جاك إيرفين
- جون كينغ

## وصلات خارجية
- City of Demorest
- Cities & Counties - Georgia.gov